# Gare de Langdorp
La gare de Langdorp (en néerlandais : station Langdorp) est une gare ferroviaire belge de la ligne 35, de Louvain à Hasselt, située à Langdorp, section de la ville d'Aarschot, dans la province du Brabant flamand en Région flamande.
Elle est mise en service en 1899 par l'administration des chemins de fer de l'État belge. C'est un arrêt sans personnel de la Société nationale des chemins de fer belges (SNCB) desservie par des trains InterCity (IC), Omnibus (L) et d'Heure de pointe (P).

## Situation ferroviaire
Établie à 20 mètres d'altitude, la gare de Langdorp est située au point kilométrique (PK) 34,651 de la ligne 35, de Louvain à Hasselt, entre les gares d'Aarschot et de Testelt.

## Histoire
L'arrêt de « Langdorp » est mis en service le 1er mai 1899 par l'administration des chemins de fer de l'État belge.
Fermé pendant la Première Guerre mondiale, il est rouvert le 1er octobre 1920.
En 1978, c'est un arrêt sans guichet ni personnel.

## Service des voyageurs

### Accueil
Halte SNCB, c'est un point d'arrêt non géré (PANG) à accès libre. L'achat des titres de transport se fait par un automate de vente.
La traversée des voies et le passage d'un quai à l'autre s'effectuent par le passage à niveau routier.

### Desserte
Langdorp est desservie par des trains InterCity, Omnibus (L) et d’Heure de pointe (P) de la SNCB qui effectuent des missions sur la ligne 35 (Louvain - Hasselt).
En semaine, il existe toutes les heures un train L de Louvain à Hasselt. Cette desserte est renforcée le matin par trois trains P Hasselt - Louvain et l'après-midi par trois trains P Louvain - Hasselt.
Les week-ends et jours fériés, la gare est desservie toutes les heures par des trains IC reliant Anvers-Central à Hasselt.

### Intermodalité
Un parc pour les vélos et un parking pour les véhicules y sont aménagés. Des bus desservent la gare.

## Comptage voyageurs
Le graphique et le tableau montrent le nombre de passagers qui en moyenne embarquent durant la semaine, le samedi et le dimanche.
| Nombre de voyageurs qui embarquent à la gare de Langdorp | Nombre de voyageurs qui embarquent à la gare de Langdorp | Nombre de voyageurs qui embarquent à la gare de Langdorp | Nombre de voyageurs qui embarquent à la gare de Langdorp |
|                                                          | Semaine                                                  | Samedi                                                   | Dimanche                                                 |
| -------------------------------------------------------- | -------------------------------------------------------- | -------------------------------------------------------- | -------------------------------------------------------- |
| 1977                                                     | 43                                                       | -                                                        | -                                                        |
| 1978                                                     | 46                                                       | 4                                                        | 1                                                        |
| 1979                                                     | 62                                                       | 2                                                        | 7                                                        |
| 1980                                                     | 83                                                       | 1                                                        | -                                                        |
| 1981                                                     | 46                                                       | 2                                                        | -                                                        |
| 1982                                                     | 79                                                       | 2                                                        | -                                                        |
| 1983                                                     | 53                                                       | -                                                        | -                                                        |
| 1984                                                     | 75                                                       | 26                                                       | 18                                                       |
| 1985                                                     | 103                                                      | 22                                                       | 11                                                       |
| 1986                                                     | 58                                                       | 11                                                       | 8                                                        |
| 1987                                                     | 82                                                       | 19                                                       | 25                                                       |
| 1988                                                     | 84                                                       | 17                                                       | 54                                                       |
| 1989                                                     | 74                                                       | 12                                                       | 21                                                       |
| 1990                                                     | 96                                                       | 16                                                       | 10                                                       |
| 1991                                                     | 93                                                       | 12                                                       | 95                                                       |
| 1992                                                     | 97                                                       | 21                                                       | 40                                                       |
| 1993                                                     | 106                                                      | 21                                                       | 17                                                       |
| 1994                                                     | 110                                                      | 13                                                       | 4                                                        |
| 1995                                                     | 108                                                      | 14                                                       | 11                                                       |
| 1996                                                     | 102                                                      | 17                                                       | 11                                                       |
| 1997                                                     | 104                                                      | 21                                                       | 40                                                       |
| 1998                                                     | 196                                                      | 18                                                       | 10                                                       |
| 1999                                                     | 137                                                      | 11                                                       | 8                                                        |
| 2000                                                     | 138                                                      | 24                                                       | 24                                                       |
| 2001                                                     | 155                                                      | 14                                                       | 12                                                       |
| 2002                                                     | 126                                                      | 11                                                       | 20                                                       |
| 2003                                                     | 134                                                      | 13                                                       | 12                                                       |
| 2004                                                     | 150                                                      | 14                                                       | 15                                                       |
| 2005                                                     | 170                                                      | 8                                                        | 16                                                       |
| 2006                                                     | 184                                                      | 18                                                       | 16                                                       |
| 2007                                                     | 154                                                      | 16                                                       | 17                                                       |
| 2008                                                     | -                                                        | -                                                        | -                                                        |
| 2009                                                     | 176                                                      | 18                                                       | 61                                                       |
| 2010                                                     | -                                                        | -                                                        | -                                                        |
| 2011                                                     | -                                                        | -                                                        | -                                                        |
| 2012                                                     | 203                                                      | 18                                                       | 82                                                       |
| 2013                                                     | 205                                                      | 20                                                       | 29                                                       |
| 2014                                                     | 235                                                      | 24                                                       | 44                                                       |
| 2015                                                     | 184                                                      | 25                                                       | 40                                                       |
| 2016                                                     | 154                                                      | 19                                                       | 48                                                       |
| 2017                                                     | 176                                                      | 28                                                       | 30                                                       |
| 2018                                                     | 207                                                      | 31                                                       | 107                                                      |
| 2019                                                     | 220                                                      | 72                                                       | 98                                                       |
| 2020                                                     | 101                                                      | 53                                                       | 28                                                       |
| 2021                                                     | -                                                        | -                                                        | -                                                        |
| 2022                                                     | 211                                                      | 48                                                       | 63                                                       |
| 2023                                                     | 174                                                      | 39                                                       | 51                                                       |
| 2024                                                     | 185                                                      | 96                                                       | 61                                                       |